# 十日夜
十日夜（とおかんや、とおかや）とは、旧暦10月10日の夜に行われる年中行事である。

## 概要
旧暦10月10日に行われる収穫祭であり、北関東を中心に甲信越から東北地方南部にかけて広く分布し、西日本の刈上げ行事である亥の子と対応している。「案山子上げ」「案山子の年取り」「大根の年取り」「大根の年越し」などとも言う。
十日夜では、稲の収穫を感謝し翌年の豊穣を祈って、田の神に餅・ぼた餅が献じられるほか、稲刈り後の藁を束ねて藁づとや藁鉄砲を作り、子供達が地面を叩きながら唱えごとをする行事が行われる。地面の神を励ますためとも、作物にいたずらをするモグラを追い払うためとも言われる。唱えごとにはバリエーションがあり、埼玉県では「トーカンヤ、トーカンヤ、朝そばきりに昼団子、ヨーメシ食ったらひっぱたけ」「トーカンヤ、トーカンヤ、十日のぼた餅生でもいいから十食いたい」などのバリエーションが存在する。
長野県では、田んぼを見守ってくれた案山子を田の神に見立てて、田から内庭に移して供え物をする「案山子上げ」が行われる。また、「十日夜は大根畑に入ってはいけない。畑へ入って大根の割れる音を聞くと死ぬ」という伝承を持つ地域がある一方で、埼玉県ではわら鉄砲で大根畑を叩いて「音に驚いた大根が抜け出してくる」「音を聞いた大根が背伸びをして大きくなる」という伝承を持つ地域もある。